# Gabara distema
Gabara distema är en fjärilsart som beskrevs av Augustus Radcliffe Grote 1880. Gabara distema ingår i släktet Gabara och familjen nattflyn. Inga underarter finns listade i Catalogue of Life.